# Chameleon (album Månsa Zelmerlöwa)
Chameleon – siódmy album studyjny szwedzkiego piosenkarza Månsa Zelmerlöwa, wydany 2 grudnia 2016 roku nakładem wytwórni Warner Music Sweden. Album znalazł się na 6. pozycji szwedzkiego notowania.
Pierwszym utworem promującym wydawnictwo została piosenka „Fire in the Rain”, która pierwotnie ukazała się na komplikacji Perfectly Re:Damaged wydanej kilka miesięcy wcześniej 13 maja 2016. Ponadto album promują jeszcze dwa single – „Hanging on to Nothing” oraz „Glorious”. Jak w przypadku wcześniejszych albumów, Zelmerlöw był współautorem większości tekstów.
23 lipca 2016 roku Zelmerlöw wystąpił na Open Hair Festival w Sieradzu, gdzie zaprezentował niektóre piosenki z Chameleon.

## Single
- „Fire in the Rain” – piosenka została po raz pierwszy wydana na reedycji wcześniejszego albumu wokalisty Perfectly Damaged pt. Perfectly Re:Damaged. Utwór swoją premierę miał 4 maja 2016 roku[7][8].
- „Hanging on to Nothing” – piosenka swoją premierę miała 24 sierpnia 2016 roku jako drugi singiel z albumu[9].
- „Glorious” – trzeci singiel z albumu, który swoją premierę miał 24 listopada 2016 roku. 8 listopada na kanale Warner Music Sweden znalazł się teaser do wideoklipu[10] zaś 24 listopada 2016 wytwórnia artysty opublikowała na swoim kanale klip do piosenki[11].
- „Happyland” – czwarty singel z albumu miał premierę 2 lutego 2018 roku. 9 lutego został opublikowany teledysk.

## Lista utworów
Źródło:
| Nr  | Tytuł                         | Kompozytorzy                                                       | Producent                        | Długość |
| --- | ----------------------------- | ------------------------------------------------------------------ | -------------------------------- | ------- |
| 1.  | „Glorious”                    | Måns Zelmerlöw, Jez Ashurst, Emma Rohan, Paddy Dalton, Phil Cook   | Phil Cook                        | 3:24    |
| 2.  | „Beautiful Lie”               | Måns Zelmerlöw, Jez Ashurst, Emma Rohan, Paddy Dalton              | Jez Ashurst                      | 4:17    |
| 3.  | „Happyland”                   | Joy Deb, Ola Svensson, Linnea Deb, Anton Hård af Segerstad         | The Family                       | 3:20    |
| 4.  | „Round Round" (feat. Nabiha)” | Moh Denebi, Josh Record, Ellen Tollbom                             | Moh Denebi                       | 3:29    |
| 5.  | „Whistleblower”               | Måns Zelmerlöw, Fredrik Sonefors, Alex Holmgren                    | Nicki Adamsson, Fredrik Sonefors | 2:59    |
| 6.  | „Hanging on to Nothing”       | Måns Zelmerlöw, Alexander Holmgren, Arvid Ångström, Isac Herdegård | Isac Herdegård                   | 3:21    |
| 7.  | „Renegades”                   | Måns Zelmerlöw, Jez Ashurst, Emma Rohan, Paddy Dalton, Josh Record | Jez Ashurst                      | 3:41    |
| 8.  | „Primal”                      | Måns Zelmerlöw, Paddy Dalton, Phil Cook, Jon Eyden                 | Phil Cook                        | 3:31    |
| 9.  | „Fire in the Rain”            | Simon Strömstedt, Fredrik Sonefors                                 | Fredrik Sonefors                 | 3:13    |
| 10. | „Wrong Decision”              | Måns Zelmerlöw, Paddy Dalton, Fredrik Sonefors                     | Fredrik Sonefors                 | 4:18    |

## Wydania
| Kraj    | Wytwórnia           | Data           | Format               |
| ------- | ------------------- | -------------- | -------------------- |
| Szwecja | Warner Music Sweden | 2 grudnia 2016 | Digital download, CD |
| Polska  | Warner Music        | 2 grudnia 2016 | CD                   |